# Удевала (община)
Община Удевала (на шведски: Uddevalla kommun) е разположена в лен Вестра Йоталанд, югозападна Швеция с обща площ 655 km2 и население 53 025 души (към 31 декември 2013). Административен център на община Удевала е едноименния град Удевала.